# São João da Varjota
thumb
São João da Varjota este un oraș în Piauí (PI), Brazilia.